# Antitheton
Das Antitheton (altgriechisch ἀντί ‚entgegen‘ und τίθημι ‚setzen‘) ist eine rhetorische Figur. Es stellt zwei entgegengesetzte Gedanken gegenüber, ohne einen Widerspruch zu bilden und unterscheidet sich so von der Antithese. Die zwei Gegenstände oder Subjekte sind sich dabei in nur wenigen Merkmalen ähnlich. In ihren übrigen Eigenschaften unterscheiden sie sich.

## Beispiele
- „Das wird Schaden, nicht Nutzen bringen.“
- „Ich schlafe, aber mein Herz wachet.“